# Prochladnaja
Die Prochladnaja (russisch Прохладная), frühere deutsche Bezeichnung (Der) Frisching, ist ein 77 Kilometer langer Zufluss des Frischen Haffs der Ostsee in der Oblast Kaliningrad in Russland (bis 1945 Regierungsbezirk Königsberg der deutschen Provinz Ostpreußen). Der Frisching war der Hauptfluss des nördlichen Teils des Kreises Preußisch Eylau (heute russisch: Rajon Bagrationowsk). 
Der russische Name stellt die ungefähre Übersetzung der deutschen Bezeichnung dar (wörtlich „kühl“, „frisch“).

## Verlauf
Die Prochladnaja entspringt im südwestlichen Zehlaubruch, einem mehr als 30 km² großen Hochmoor (russisch Osjorski sapowednik, nach dem nördlich gelegenen Dorf Oserki, ehemals Groß Lindenau) und stellt dessen wichtigsten Abfluss dar. Sie fließt in einem stark gewundenen Lauf in vorwiegend westlicher Richtung, im Mittel- und Unterlauf durch eine Huntau genannte fruchtbare Landschaft.
Die meisten ihrer Nebenflüsse sind auf der linken Seite zu finden: die Pokosnaja (Waldecker oder Groß-Waldecker Mühlenfließ), die Schumnaja (Rauschen-Graben), die Reswaja (Beisleide), das Mühlwasser und die Kornewka (Stradick) mit ihrem Zufluss Maiskaja (Pasmar). Lediglich die Strena und die Sametnaja (Marke) münden von der rechten Seite ein.
Die Prochladnaja fließt nach dem Austritt aus dem Zehlau-Bruch zunächst in nordwestlicher Richtung, um sich dann bei der Wüstung Gut Kämmersbruch nach Westen zu wenden. Nördlich der Wüstung Liebenau nimmt sie als ersten kleinen Nebenfluss die Pokosnaja (Waldecker Mühlenfließ) auf, erreicht nach der Wüstung Frisching (nach 1945 Prochladnoje) den ersten auch heute existierenden Ort Tschechowo (Uderwangen). Unterhalb der Wüstung Trinkheim (Wyssokoje) nimmt die Prochladnaja die Schumnaja (Rauschen-Graben) auf. Nach den ebenfalls nicht mehr existierenden Dörfern Moddien, Wöterkeim, Fabiansfelde und Lawdt erreicht er Newskoje (Groß Lauth), wo die Reswaja (Beisleide) einmündet. Dort ändert sich die Fließrichtung der Prochladnaja auf Nordwest, die sie vorbei an Juschny (Jesau) bis kurz vor Wladimirowo (Tharau, den Geburtsort des „Ännchens von Tharau“) beibehält. Kurz danach nimmt sie von links das Mühlwasser und wenig später von rechts die Strena auf.
Von Maiskoje (Groß Bajohren, 1938–1946 Baiersfelde) erreicht der Fluss das frühere Gebiet des Landkreises Samland (zuvor Fischhausen) und durchfließt es bis westlich Swetloje (Kobbelbude), wo er das Territorium des früheren Landkreises Heiligenbeil erreicht.  Bei Swetloje mündet die teils mehr als 10 Meter breite Kornewka (Stradick) als größter Nebenfluss in die Prochladnaja. Die Kornewka hat 4 Kilometer zuvor (südlich) bei Medowoje (Sollnicken) die Maiskaja (Pasmar) aufgenommen. Die Prochladnaja wendet sich auf den letzten Kilometern ihres Laufs wieder nach Nordwesten, nimmt von rechts die Sametnaja (Marke) auf und mündet im Dorf Uschakowo (Brandenburg) an dessen Südostufer in das Frische Haff. Die Flussmündung ist beidseitig durch mehrere Hundert meter lange Molen geschützt.
Der Ursprung des Flusses liegt im Nordwesten des Rajons Prawdinsk. Auf dem größten Teil ihrer Länge von 77 Kilometern (nach älteren Angaben 65 Kilometer) durchfließt die Prochladnaja den Rajon Bagrationowsk, dann ein Stück entlang der Grenze zum Rajon Gurjewsk, den sie auf den letzten Kilometern durchquert.

## Ökologie, Flora und Fauna
Nach Angaben des Kaliningrader Zentrums für Hydrometeorologie und Umweltmonitoring (KGZMS), die einen Messpunkt 0,5 Kilometer oberhalb der Mündung unterhält, ist das Wasser des Flusses nur unbedeutend durch organischen Eintrag belastet. Im Fluss, der schon immer als fischreich galt, können heute 38 Fischarten nachgewiesen werden, darunter
Hecht, Zander, Forelle, Plötze, Flussbarsch, Kaulbarsch, Brachse, Güster, Rotfeder, Rapfen, Ukelei, Moderlieschen, Ziege, Kleine Maräne, Quappe, Stint, Bachschmerle und Schlammpeitzger. Die Flussufer sind fast überall mit Röhricht bewachsen.

## Wirtschaftliche Bedeutung und Infrastruktur
Die im Unterlauf etwa 30 Meter breite Prochladnaja ist nicht schiffbar, kann aber auch mit größeren Booten befahren werden. In Quellnähe sowie im Niederungsgebiet an Mittel- und Unterlauf steht sie mit einer Vielzahl von Gräben in Verbindung, die der Entwässerung der teils sumpfigen Gebiete dienen. Auf Grund ihres Fischreichtums ist sie ein beliebtes Angelgewässer.
Der Fluss wird von den Eisenbahnstrecken, die von Kaliningrad zur polnischen Grenze bei Mamonowo (Heiligenbeil, frühere Preußische Ostbahn; bei Swetloje) und Bagrationowsk (Preußisch Eylau; frühere Ostpreußische Südbahn; bei Wladimirowo) überquert. Bei Tschechowo kreuzt die Regionalstraße 27A-083 (ex A 196, frühere Reichsstraße 131) Kaliningrad – Prawdinsk (Friedland) – Schelesnodoroschny (Gerdauen) – Krylowo (Nordenburg) den Fluss, bei Newskoje die 27A-017 (ex A 195, frühere Reichsstraße 128) von Kaliningrad zur polnischen Grenze bei Bagrationowsk, bei Swetloje die 27A-002 (ex R 516, frühere nicht fertiggestellte Reichsautobahn Berlin–Königsberg) und in Mündungsnähe in Uschakowo die 27A-020 (ex A 194, frühere Reichsstraße 1) Kaliningrad – Laduschkin (Ludwigsort) – Mamonowo – polnische Grenze.
Von mehreren vor 1945 existierenden Brücken sind nur noch Überreste zu finden, so südlich von Wladimirowo und Uschakowo. Berühmt war auch die „Judenbrücke“ in Johannisberg.